# Goniaeoidea rufotestacea
Goniaeoidea rufotestacea är en insektsart som beskrevs av Sjöstedt 1920. Goniaeoidea rufotestacea ingår i släktet Goniaeoidea och familjen gräshoppor. Inga underarter finns listade i Catalogue of Life.